# Lista de equipamentos do Corpo de Fuzileiros Navais

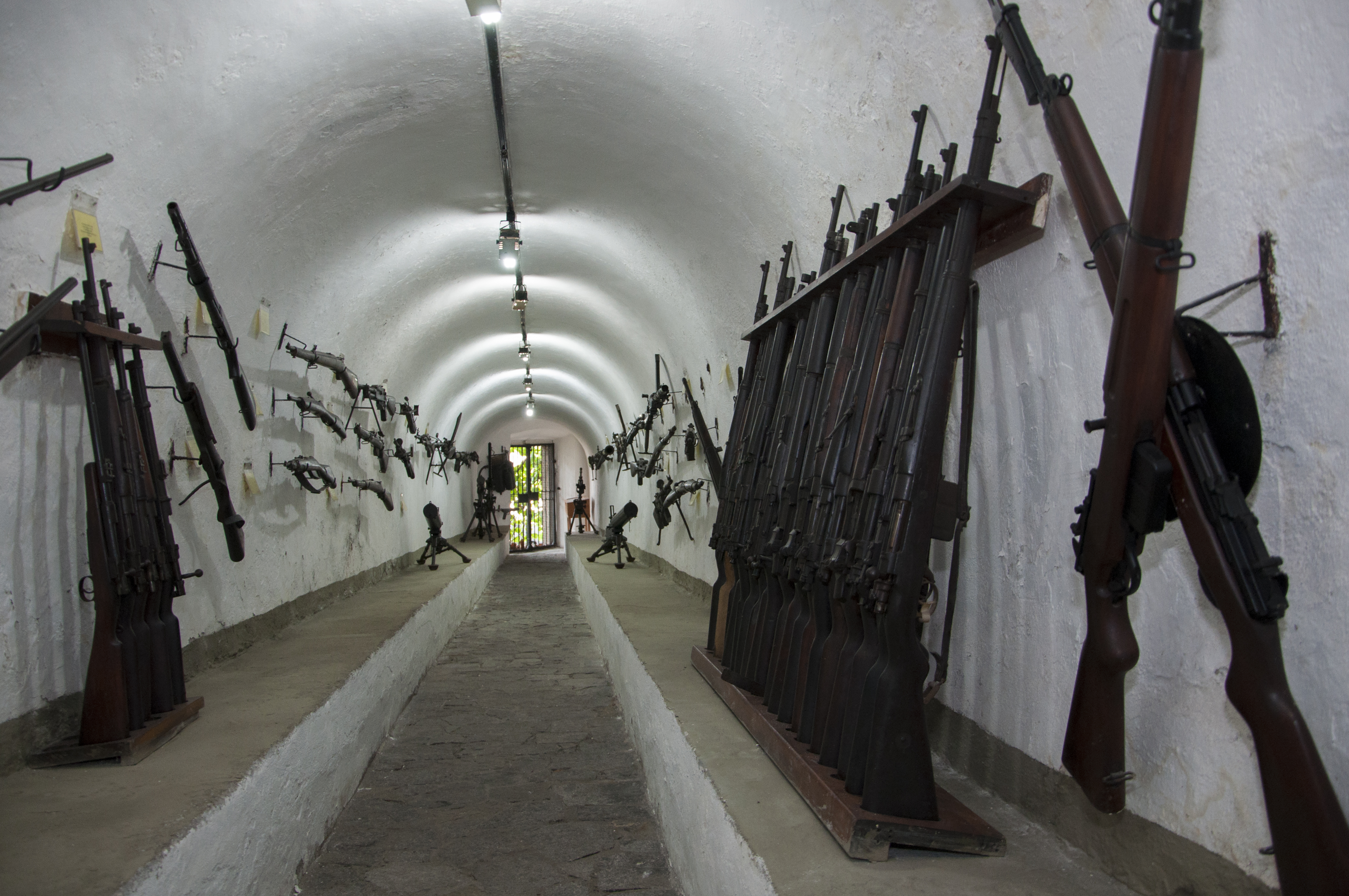
Fuzis históricos em exposição no Museu do Corpo de Fuzileiros Navais

Esta é uma lista de equipamentos atuais e históricos do Corpo de Fuzileiros Navais (CFN) da Marinha do Brasil.

## Armamento leve
Em 2010 o arsenal de armas de fogo do CFN foi estimado em 4 300 pistolas, 2 400 submetralhadoras, 17 600 fuzis automáticos, 1 600 metralhadoras médias e 300 metralhadoras pesadas. Os uniformes têm um padrão de camuflagem lizard e outro digital para ambientes urbanos, adotado oficialmente em 2021. A camuflagem lizard, com uma base de verde claro e manchas marrons e verde escuras, dinstingue-se na Marinha pelos tons mais claros do que os do Exército. O uniforme de gala tem cor garança.

### Pistolas
| Nome             | Origem | Calibre | Período de serviço | Imagem |
| ---------------- | ------ | ------- | ------------------ | ------ |
| Taurus PT92AF    | Brasil | 9×19mm  | Em uso em 2014     |        |
| Taurus PT 24/7G2 | Brasil | 9×19mm  | Em uso em 2014     |        |

### Submetralhadoras
| Nome                  | Origem   | Calibre | Período de serviço                     | Imagem |
| --------------------- | -------- | ------- | -------------------------------------- | ------ |
| Taurus MT-9A          | Brasil   | 9×19mm  | Em uso em 2014                         |        |
| Heckler & Koch MP5SD  | Alemanha | 9×19mm  | Em uso em 2014 pelos Comandos Anfíbios |        |
| Heckler & Koch MP5KA4 | Alemanha | 9×19mm  | Em uso em 2014 pelos Comandos Anfíbios |        |
| IMI Mini-Uzi          | Israel   | 9×19mm  | Em uso em 2014 pelos Comandos Anfíbios |        |

### Fuzis
| Nome        | Origem         | Calibre    | Período de serviço                            | Imagem |
| ----------- | -------------- | ---------- | --------------------------------------------- | ------ |
| Mauser 1908 | Alemanha       | 7,65×53mm  | Em uso em 1929                                |        |
| SAFN-49     | Bélgica        | 7,62×63mm  | 1957 – 1978                                   |        |
| M1 Garand   | Estados Unidos | 7,62×63 mm | Em uso para treinamento de tiro nos anos 1950 |        |
| FN FAL      | Brasil         | 7,62×51mm  | Em uso limitado em 2014                       |        |
| Colt M16A2  | Estados Unidos | 5,56×45mm  | 1997 – presente (2014)                        |        |
| Colt M4     | Estados Unidos | 5,56×45mm  | Em uso em 2014 pelos Comandos Anfíbios        |        |

### Espingardas
| Nome         | Origem         | Calibre | Período de serviço | Imagem |
| ------------ | -------------- | ------- | ------------------ | ------ |
| Mossberg 590 | Estados Unidos | 12 ga   | Em uso em 2014     |        |

### Metralhadoras
| Nome                    | Origem         | Calibre   | Período de serviço | Imagem |
| ----------------------- | -------------- | --------- | ------------------ | ------ |
| Fuzil Automático Pesado | Brasil         | 7,62×51mm | Em uso em 2012     |        |
| FN MAG                  | Bélgica        | 7,62×51mm | Em uso em 2014     |        |
| FN Minimi               | Bélgica        | 5,56×45mm | Em uso em 2014     |        |
| Browning M2HB           | Estados Unidos | 12,7×99mm | Em uso em 2014     |        |

### Fuzis de precisão
| Nome             | Origem      | Calibre   | Período de serviço                            | Imagem |
| ---------------- | ----------- | --------- | --------------------------------------------- | ------ |
| Parker-Hale M85  | Reino Unido | 7,62×51mm | Em substituição pelo PGM Ultima Ratio em 2014 |        |
| PGM Ultima Ratio | França      | 7,62×51mm | Em uso em 2014                                |        |

### Fuzis antimaterial
| Nome          | Origem | Calibre   | Período de serviço | Imagem |
| ------------- | ------ | --------- | ------------------ | ------ |
| PGM Hecate II | França | 12,7×99mm | Em uso em 2014     |        |

### Lança-granadas
| Nome      | Origem         | Calibre | Período de serviço | Imagem |
| --------- | -------------- | ------- | ------------------ | ------ |
| SB LAG 40 | Espanha        | 40 mm   | Em uso em 2010     |        |
| M203      | Estados Unidos | 40 mm   | Em uso em 2012     |        |
| Mk 19     | Estados Unidos | 40 mm   | Em uso em 2014     |        |

### Armas sem recuo
| Nome              | Origem         | Quantidade | Calibre | Período de serviço | Imagem |
| ----------------- | -------------- | ---------- | ------- | ------------------ | ------ |
| M20 Super Bazooka | Estados Unidos |            | 89 mm   | Em uso em 1997     |        |
| Canhão M40A1      | Estados Unidos | 8 (1997)   | 106 mm  | Em uso em 1997     |        |
| AT-4              | Suécia         |            | 84 mm   | Em uso em 2012     |        |

### Mísseis anticarro
| Nome        | Origem | Quantidade | Período de serviço                                | Imagem |
| ----------- | ------ | ---------- | ------------------------------------------------- | ------ |
| RBS 56 Bill | Suécia | 18 (2012)  | Possivelmente em uso em 2021; desativado até 2025 |        |
| MAX 1.2 AC  | Brasil |            | Em uso em 2025                                    |        |

### Morteiros leves e médios
| Nome       | Origem         | Quantidade                    | Calibre | Período de serviço | Imagem |
| ---------- | -------------- | ----------------------------- | ------- | ------------------ | ------ |
| M60 Brandt | França         | 103 (2012) 67 (2019)          | 60 mm   | Em uso em 2019     |        |
| M29A1      | Estados Unidos | 26 (2012) 32 (2019) 18 (2024) | 81 mm   | Em uso em 2024     |        |

## Blindados
O emprego de veículos blindados de combate no CFN começou em 20 de julho de 1973, quando o Batalhão de Transporte Motorizado incorporou cinco unidades do EE-11 Urutu. A operação de blindados ocorreria nesse batalhão, transformado em Batalhão de Viaturas Anfíbias em 1985,  e na Companhia de Carros de Combate, criada em 1980 para operar o EE-9 Cascavel. Esta foi extinta em 2003 e seus materiais unidos a uma companhia do Batalhão de Viaturas Anfíbias para formar o Batalhão de Blindados de Fuzileiros Navais. A maioria dos modelos de blindados no CFN são operados por esse batalhão. O Batalhão de Viaturas Anfíbias opera o Amphibious Assault Vehicle (Carro sobre Lagarta Anfíbio). Pela contagem do International Institute for Strategic Studies (IISS), em 2024 o CFN operava 18 carros de combate leves, 60 veículos blindados de transporte de pessoal, 47 blindados anfíbios e dois blindados de engenharia.

### Carros de combate leves
| Nome             | Origem  | Quantidade                                                                 | Período de serviço     | Imagem |
| ---------------- | ------- | -------------------------------------------------------------------------- | ---------------------- | ------ |
| SK-105 Kürassier | Áustria | 17 A2S e 1 4KH7FA (viatura socorro) (2001) 10 (2019) 4 operacionais (2021) | 2001 – presente (2024) |        |

### Carros blindados
| Nome          | Origem | Quantidade | Período de serviço | Imagem |
| ------------- | ------ | ---------- | ------------------ | ------ |
| EE-9 Cascavel | Brasil | 6          | 1980 – 1998        |        |

### Transportes de pessoal
| Nome                                                         | Origem         | Quantidade | Período de serviço     | Imagem |
| ------------------------------------------------------------ | -------------- | --- | ---------------------- | ------ |
| EE-11 Urutu                                                  | Brasil         | 5 | 1973 – antes de 1986   |        |
| M113                                                         | Estados Unidos | 30 (24 de transporte M113A1, 2 de morteiro M125 A1, 2 de comando M571 A1, 1 de socorro XM806E1 e 1 de oficina M113 A1G) (1974) 66% em operação (2010) | 1974 – presente (2024) |        |
| Carro sobre Lagarta Anfíbio (Amphibious Assault Vehicle 7A1) | Estados Unidos | 11 (1997) 26 (2012) 49 (13 AAV-7A1, 20 AAVP-7A1 RAM/RS, 2 AAVC-7A1 RAM/RS, 12 LVTP-7, 1 AAVR-7, 1 AAVR-7A1 RAM/RS) (2024)                             | 1986 – presente (2024) |        |
| Mowag Piranha IIIC                                           | Suíça          | 30 (2024) | 2007 – presente (2024) |        |
| Oshkosh L-ATV                                                | Estados Unidos | 12 (2024) | 2023 – presente (2024) |        |

## Artilharia
A tradição de artilharia entre os fuzileiros navais começa no século XIX. Sob outras denominações, a corporação era uma força de artilharia até 1847, quando foi transformada em infantaria. Uma nova unidade de artilharia foi criada em 1962 e desde 1993 é denominada Batalhão de Artilharia de Fuzileiros Navais. O IISS estimou um total de 65 peças de artilharia em serviço em 2024, de lançadores de foguetes a obuseiros e morteiros médios. Esta conta inclui o obuseiro M101, que não é mencionado por múltiplas listas oficiais brasileiras, incluindo o Livro Branco de Defesa Nacional de 2012. Em 2025 o CFN confirmou que outro item da lista, o obuseiro M114, já recebeu baixa em algum ponto no passado.

### Lançadores de mísseis e foguetes
| Nome           | Origem | Quantidade | Período de serviço     | Imagem |
| -------------- | ------ | ---------- | ---------------------- | ------ |
| Astros FN 2020 | Brasil | 6 (2024)   | 2014 – presente (2024) |        |

### Obuseiros
| Nome | Origem         | Quantidade        | Calibre | Período de serviço             | Imagem |
| ---- | -------------- | ----------------- | ------- | ------------------------------ | ------ |
| M114 | Estados Unidos | 6 (2012) 5 (2019) | 155 mm  | 1977 – ? (desativado até 2025) |        |
| L118 | Reino Unido    | 18 (2019)         | 105 mm  | 1999 – presente (2024)         |        |

### Morteiros pesados
| Nome        | Origem | Quantidade        | Calibre | Período de serviço     | Imagem |
| ----------- | ------ | ----------------- | ------- | ---------------------- | ------ |
| Soltam K6A3 | Israel | 6 (2012) 7 (2019) | 120 mm  | 1995 – presente (2019) |        |

## Defesa antiaérea
O CFN possui apenas uma Bateria de Artilharia Antiaérea, criada em 1995 e subordinada ao Batalhão de Combate Aéreo. O armamento consiste em canhões antiaéreos e mísseis portáteis, ambos somente para alvos em baixa altitude.

### Canhões antiaéreos
| Nome              | Origem | Quantidade | Período de serviço           | Imagem |
| ----------------- | ------ | ---------- | ---------------------------- | ------ |
| Bofors Bofi-R C70 | Suécia | 6 (2012)   | Possivelmente em uso em 2021 |        |

### Mísseis portáteis
| Nome         | Origem | Quantidade          | Período de serviço     | Imagem |
| ------------ | ------ | ------------------- | ---------------------- | ------ |
| MBDA Mistral | França | 18 (2012) 10 (2019) | 1994 – presente (2021) |        |

### Radares de vigilância móveis
| Nome                                          | Origem | Quantidade | Período de serviço     | Imagem |
| --------------------------------------------- | ------ | ---------- | ---------------------- | ------ |
| Saab Giraffe 50AT com trator Hägglund BV-206D | Suécia |            | 1996 – presente (2021) |        |
| Saber M60                                     | Brasil |            | 2014 – presente (2021) |        |

## Veículos não blindados
Conforme dados fornecidos pela Marinha, em 2019 o CFN possuía 975 viaturas operativas sobre rodas não blindadas, 560 nas categorias leve e média e 415 na categoria pesada.

### Viaturas anfíbias
| Nome           | Origem         | Quantidade | Período de serviço | Imagem |
| -------------- | -------------- | ---------- | ------------------ | ------ |
| GMC DUKW       | Estados Unidos | 34         | 1970 – anos 1980   |        |
| Biselli CamAnf | Brasil         | 5          |                    |        |

### Caminhões
| Nome                    | Origem | Quantidade                                                       | Período de serviço     | Imagem |
| ----------------------- | ------ | ---------------------------------------------------------------- | ---------------------- | ------ |
| Mercedes-Benz Unimog    | Brasil | 148 U2150 (2003) Pedido de 90 U5000; (2020) ~45 entregues (2025) | 1999 – presente (2022) |        |
| Ford Cargo              | Brasil | 15 (2013)                                                        |                        |        |
| Mercedes-Benz Axor      |        |                                                                  | Em uso em 2019         |        |
| Mercedes-Benz 1725      |        |                                                                  | Em uso em 2019         |        |
| Mercedes-Benz Atego     |        |                                                                  | Em uso em 2022         |        |
| Iveco Tector 240 E 2013 |        |                                                                  | Em uso em 2023         |        |

### Veículos leves
| Nome                | Origem | Quantidade | Período de serviço                                 | Imagem |
| ------------------- | ------ | ---------- | -------------------------------------------------- | ------ |
| Land Rover Defender |        |            | Em uso em 2019; em substituição pelo Agrale Marruá |        |
| Chevrolet S10       |        |            | Em substituição pelo Agrale Marruá em 2013         |        |
| Agrale Marruá       | Brasil |            | 2008 – presente (2013)                             |        |